# Jacob L. Devers

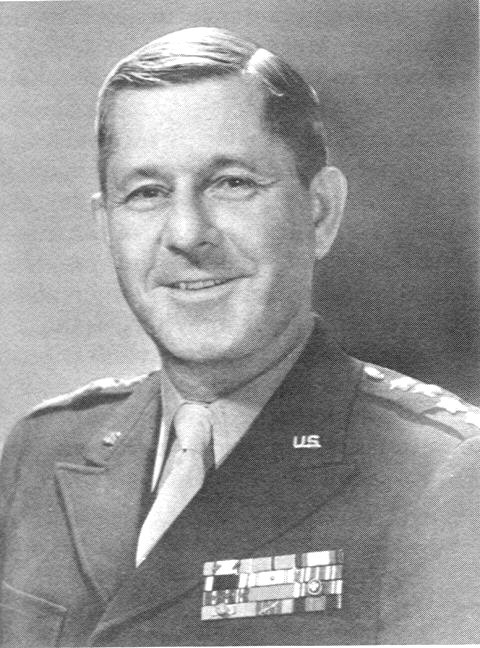
Jacob L. Devers

Jacob Loucks Devers (* 8. September 1887 in York, Pennsylvania; † 15. Oktober 1979 in Washington, D.C.) war ein amerikanischer General. Im Zweiten Weltkrieg befehligte er die amerikanisch-französische 6th Army Group in Europa.

## Biografie
Devers war der Sohn eines Juweliers. Er absolvierte bis 1905 die York High School. 1909 machte er auf der United States Military Academy in West Point seinen Abschluss und er wurde 1909 Leutnant. Er wurde 1917 zum Hauptmann und temporär zum Major sowie 1918 zum Oberstleutnant und Oberst befördert. Zwischen den Weltkriegen kümmerte er sich um die Verbesserung der technischen und taktischen Abteilungen der Feldartillerie. 1932/33 studierte er am Army War College in Washington und 1935 an der Militärakademie. Bis 1938 stieg er erneut, nun aber dauerhaft, zum Oberst auf.
Zu Beginn des Zweiten Weltkrieges diente Devers in Panama und wurde im Mai 1940 Brigadegeneral. Er kommandierte vom 15. November 1940 bis zum 15. Juli 1941 die 9. US-Infanteriedivision in Fort Bragg, North Carolina. Am 14. August 1941 wurde er als jüngster Generalmajor der Landstreitkräfte nach Fort Knox geschickt, um die gepanzerten Streitkräfte zu kommandieren. Während seines Kommandos wuchs diese Truppe von zwei gepanzerten Divisionen auf 16 Divisionen und 63 separate Panzerbataillone. Im September 1942 wurde er Generalleutnant und im Mai 1943 Befehlshaber der US-Armee in Europa mit Hauptquartier in London. Dort organisierte er die Operation Overlord.
Im Juli 1944 bekam er das angestrebte Kommando über die 6. US-Heeresgruppe. Mit deren zwölf amerikanischen und elf französischen Divisionen eroberte Devers im November und Dezember 1944 große Teile des Elsass. Im Januar 1945 wehrte er die letzte deutsche Offensive im Westen ab, wobei er sich über einen Befehl seines Vorgesetzten Dwight D. Eisenhower hinwegsetzte und hierbei sein gutes Verhältnis zu Frankreich festigte.
Ab 20. Januar begann er eine Offensive um Colmar (siehe Brückenkopf Elsass).
Seine Truppen überschritten im März den Rhein und nahmen am 6. Mai 1945 die deutsche Kapitulation im Westen Österreichs entgegen. Im März 1945 wurde Devers zum General befördert.
Devers wurde auf dem Arlington National Cemetery begraben.